# Wolchow (Stadt)

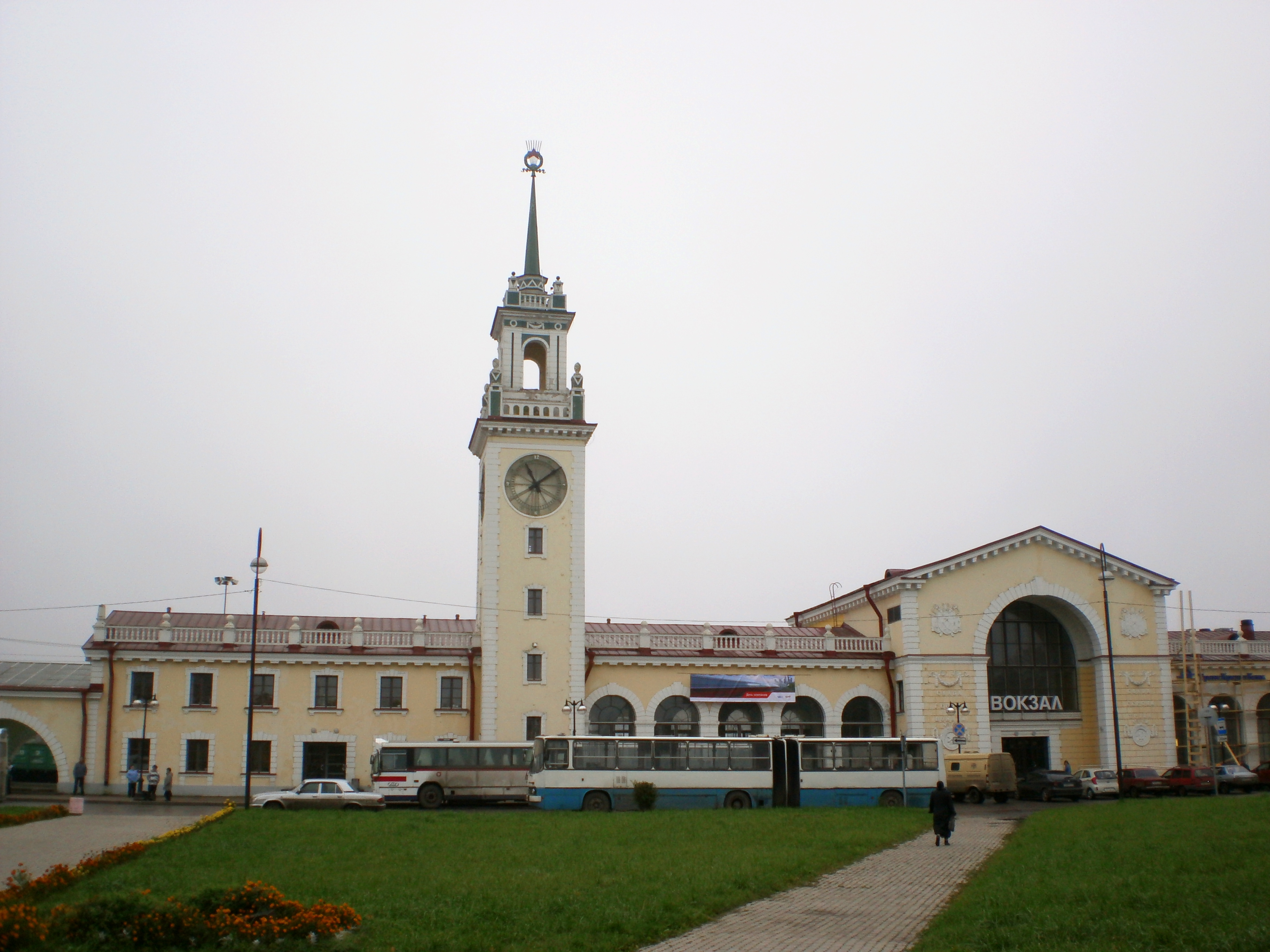
Bahnstation Wolchow

Wolchow (russisch Волхов, finnisch Olhava) ist eine Stadt in der Oblast Leningrad in Russland. Sie ist Hauptort des gleichnamigen Rajons und liegt südlich des Ladogasees am Ufer des Flusses Wolchow, 122 km östlich von Sankt Petersburg. Nächstgelegene Stadt ist Nowaja Ladoga 20 km nördlich von Wolchow.
In Wolchow leben 37.539 Einwohner (Stand 1. Januar 2024). Im dazugehörigen Rajon, zu dem auch die Städte Nowaja Ladoga und Sjasstroi gehören, beträgt der Anteil der städtischen Bevölkerung 47,1 % und der Anteil der Landbevölkerung 52,9 %.

## Geschichte
An dem für den Eisenbahnverkehr günstig gelegenen Ort entstand im Jahr 1918 im Zusammenhang mit dem Ausbau der 1906 eröffneten Strecke Petrograd – Tscherepowez – Wologda, von der dort die im Ersten Weltkrieg errichtete Murmanbahn nach Murmansk abzweigt, die Siedlung Swanka. Durch den Bau des Wasserkraftwerkes in späteren Jahren erfolgte ein Zustrom weiterer Siedler. Wolchow erhielt im Jahr 1933 die Stadtrechte. 1933 bis 1941 hieß die Stadt vorübergehend Wolchowstroi (Волховстрой).
Ab 1941 standen sich in diesem Gebiet die Rote Armee und die deutsche Wehrmacht gegenüber. Die von den Russen im Dezember dieses Jahres aufgestellte Wolchow-Front sollte die Stellungen östlich von Leningrad verteidigen und die Leningrader Blockade beenden. Die Kämpfe dauerten bis Februar 1944, als die Wehrmacht sich zurückziehen musste.
Bevölkerungsentwicklung
| Jahr | Einwohner |
| ---- | --------- |
| 1939 | 29.413    |
| 1959 | 36.630    |
| 1970 | 47.025    |
| 1979 | 49.696    |
| 1989 | 50.325    |
| 2002 | 46.596    |
| 2010 | 47.182    |

Anmerkung: Volkszählungsdaten

## Wirtschaft

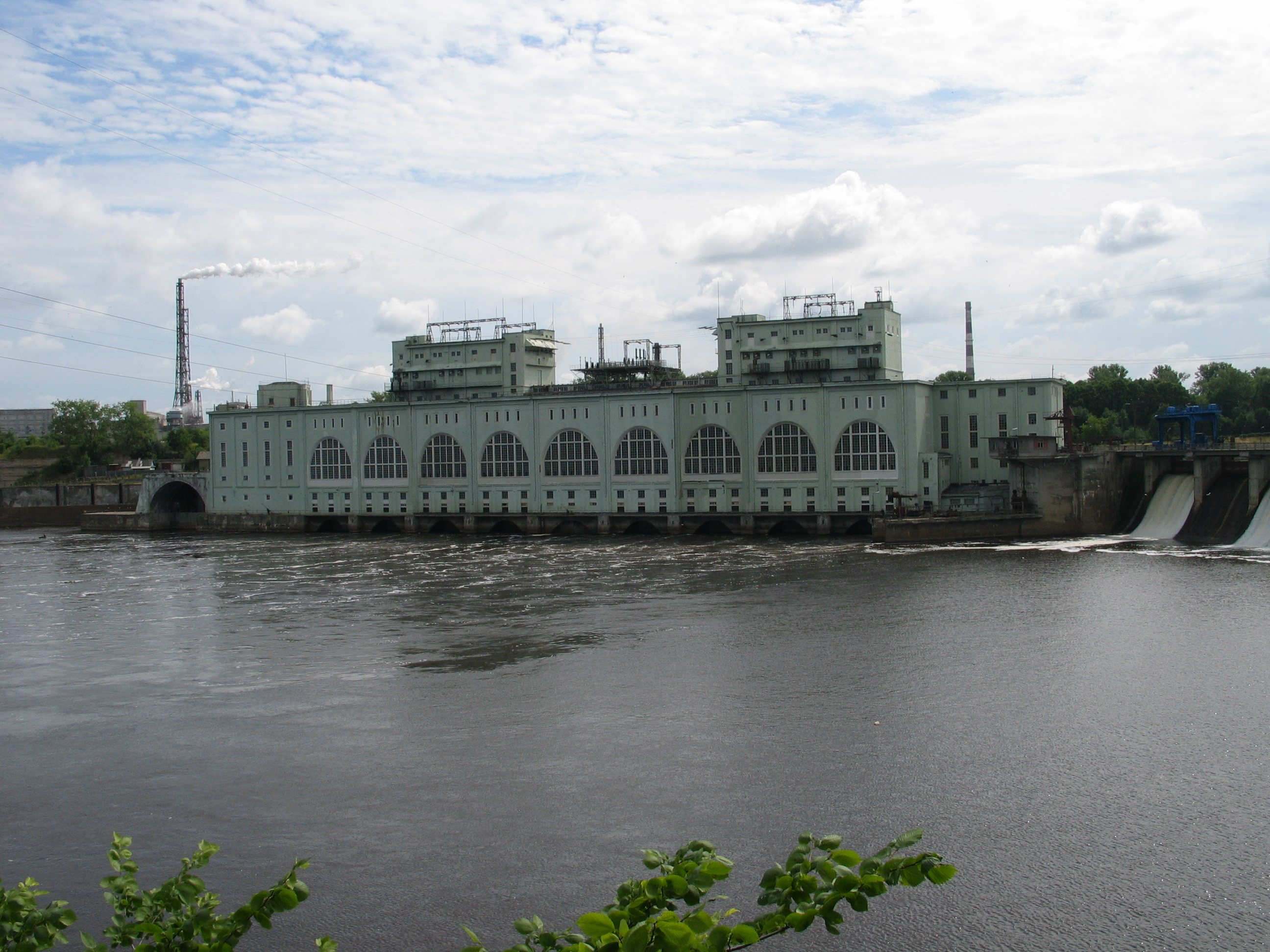
Wasserkraftwerk Wolchow

Wolchow ist ein Eisenbahnknotenpunkt und besitzt einen Flusshafen. Ein Wasserkraftwerk, die Aluminiumverarbeitung, Chemie- und Zementfabriken bilden die industrielle Basis der Stadt.
Das Wasserkraftwerk Wolchow wurde 1927 dem Betrieb übergeben und sollte der Energieversorgung des damaligen Leningrad dienen. Mit 80.000 PS installierter Leistung, einer Fernleitung von 130 km und mehreren Umspannwerken war diese Anlage einst das größte Kraftwerk und die größte Stromverteilungsanlage der Sowjetunion.
In der Umgebung dominiert die Landwirtschaft, insbesondere der Anbau von Kartoffeln, Weizen und Gemüse, sowie die Rinder- und Schweinehaltung.

## Sehenswürdigkeiten
Wolchow selbst bietet als relativ junge Industriestadt wenig Sehenswürdigkeiten. Zu Ehren eines der „Väter“ des Wasserkraftwerkes, eines Ingenieurs, wurde eine Bronzestatue in der Nähe des Werkes aufgestellt. Im 10 km entfernten Dorf Staraja Ladoga gibt es ein Heimatmuseum.

## Bildung
Wolchow besitzt fünf Zweigstellen verschiedener Sankt Petersburger Hochschulen.

## Söhne und Töchter der Stadt
- Nikolai Larionow (* 1957), Fußballspieler und Fußballtrainer
- Boris Markarow (* 1935), Wasserballspieler
- Nina Smolejewa (* 1948), Volleyballspielerin